# Pêcheur à la coquille
Pêcheur à la coquille ou Pêcheur napolitain est une sculpture en plâtre de Jean-Baptiste Carpeaux réalisée en 1858. Elle est conservée au musée du Louvre mais affectée depuis 1986 au musée d'Orsay. Il réalise cette œuvre lors de son séjour à la villa Médicis de Rome.
Une version en marbre est notamment conservée à la National Gallery of Art de Washington, tandis que de nombreuses autres versions existent.
La statue représente un jeune homme accroupi, nu et portant un bonnet. Il est décrit comme pêcheur et tient dans ses mains un coquillage qu'il approche de son oreille.

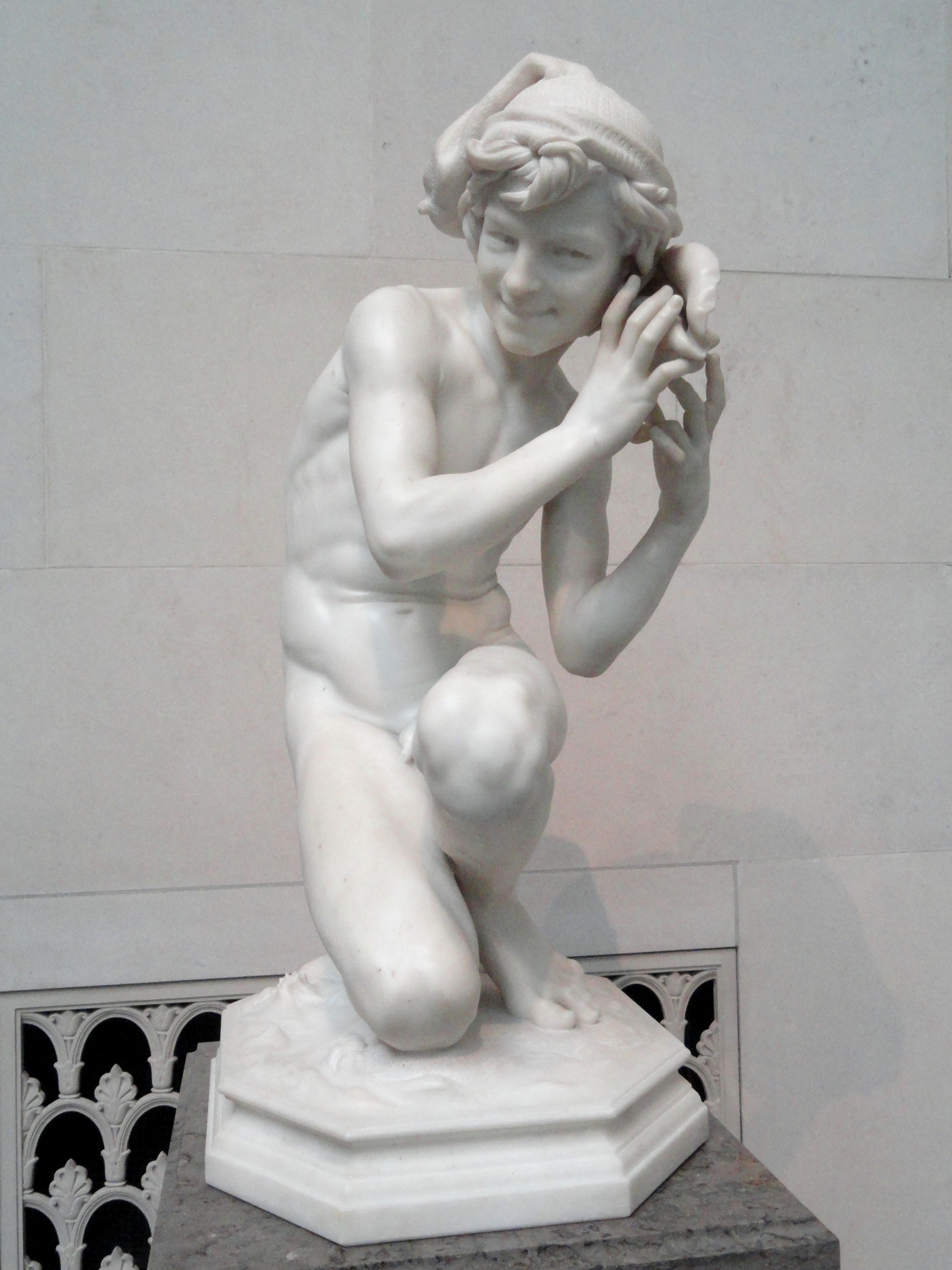
Version en marbre de la National Gallery of Art.
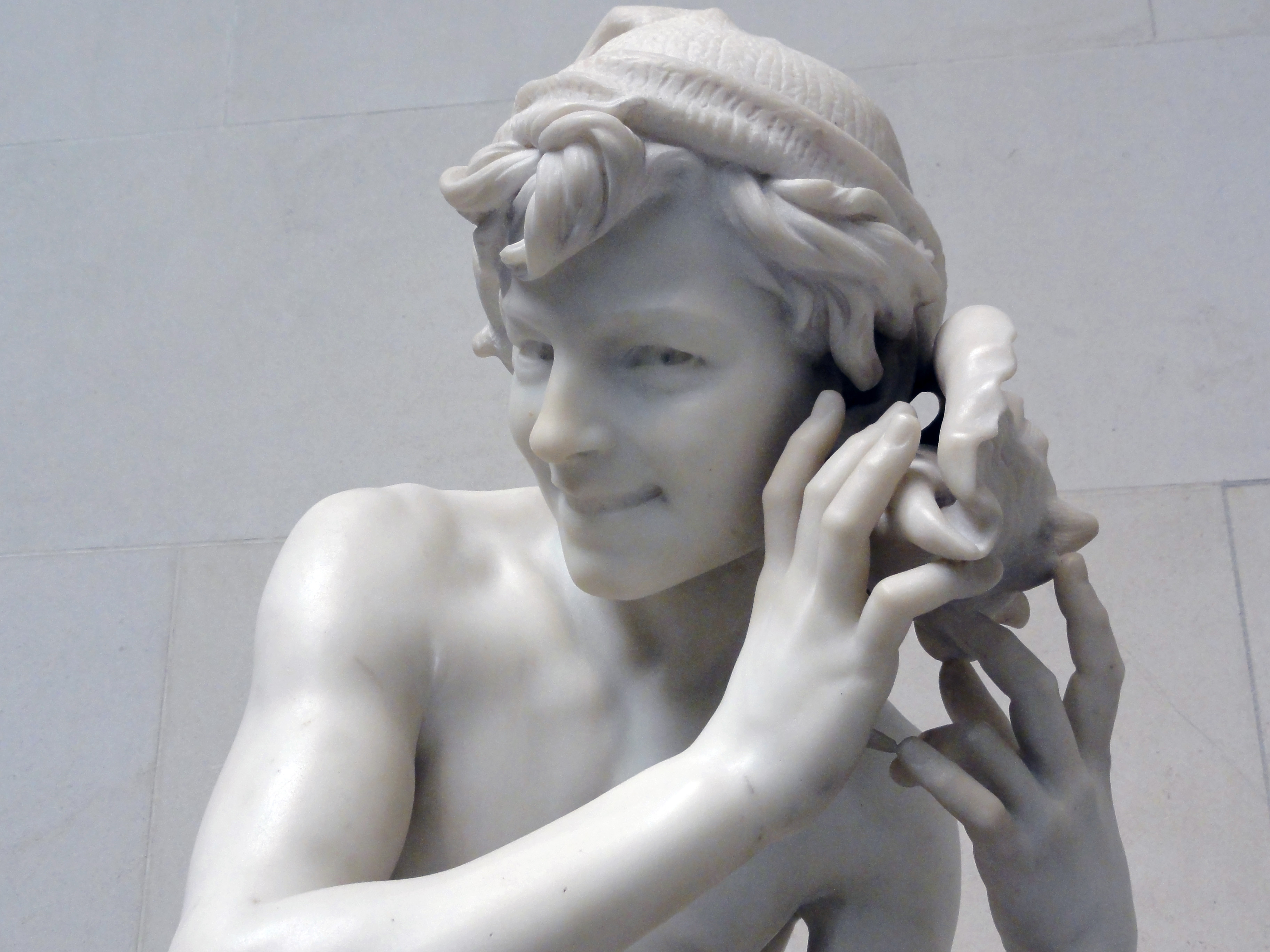
Détail de la version en marbre.
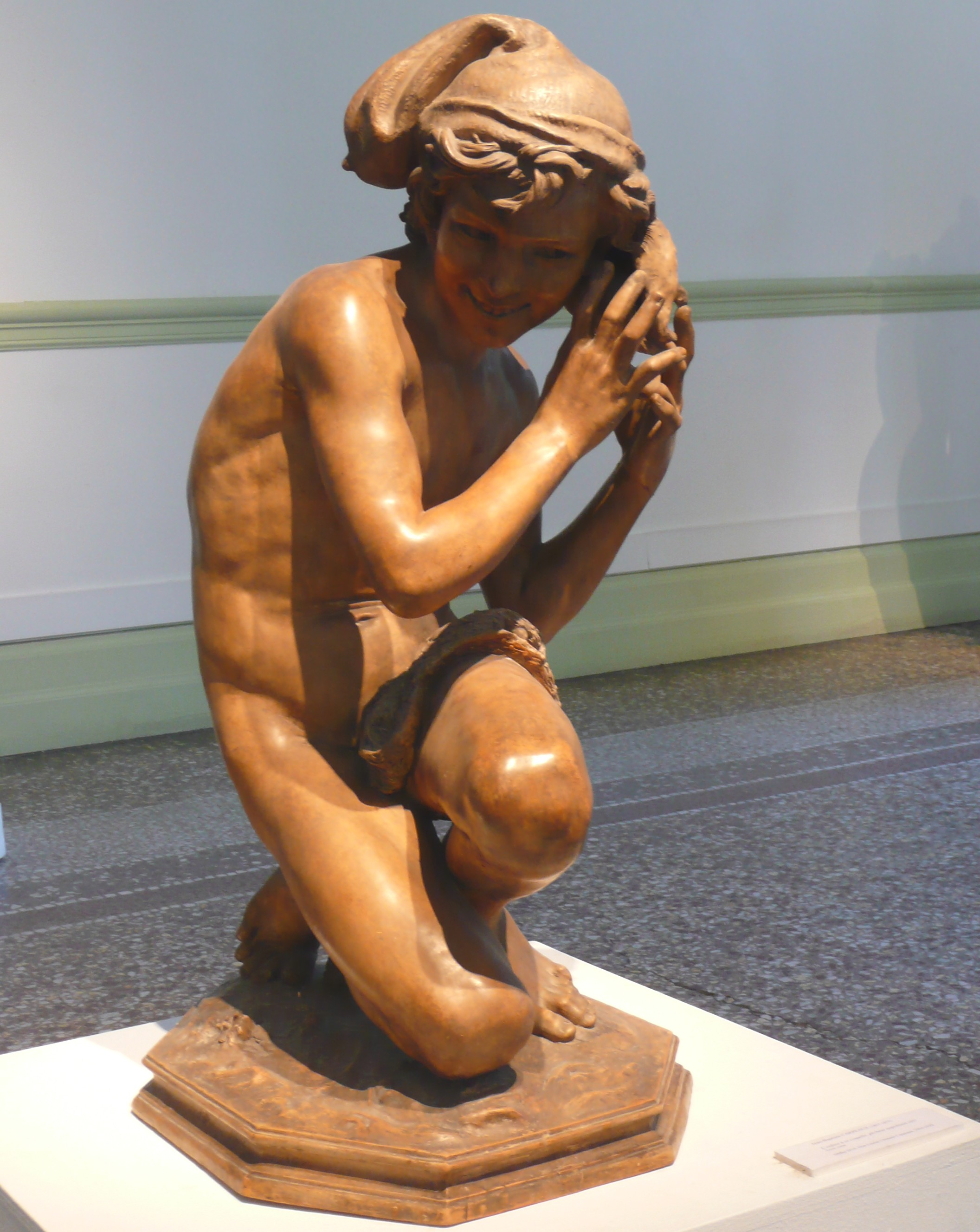
Version en terre-cuite.
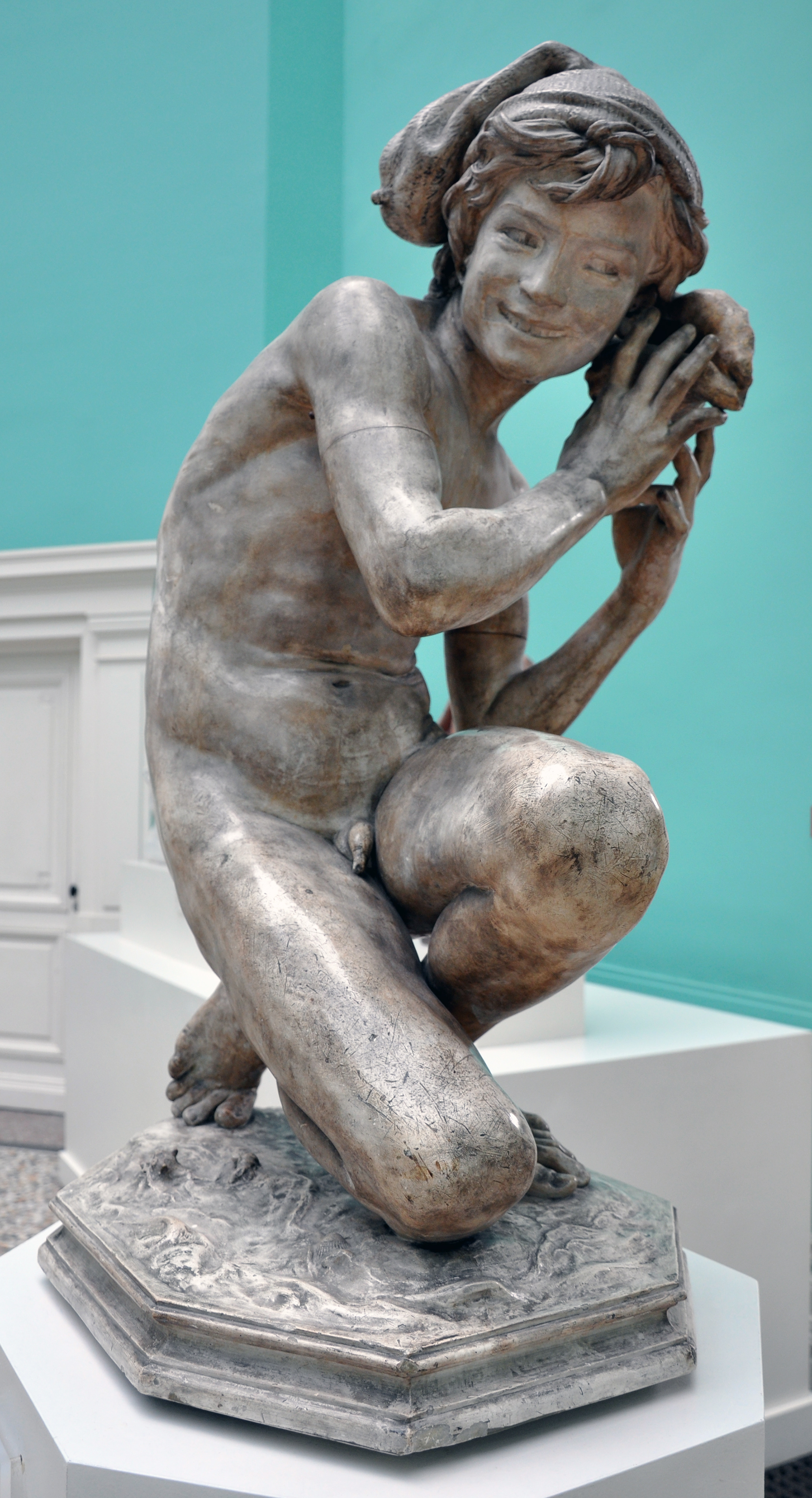
Moulage en plâtre d'un élève de Carpeaux.
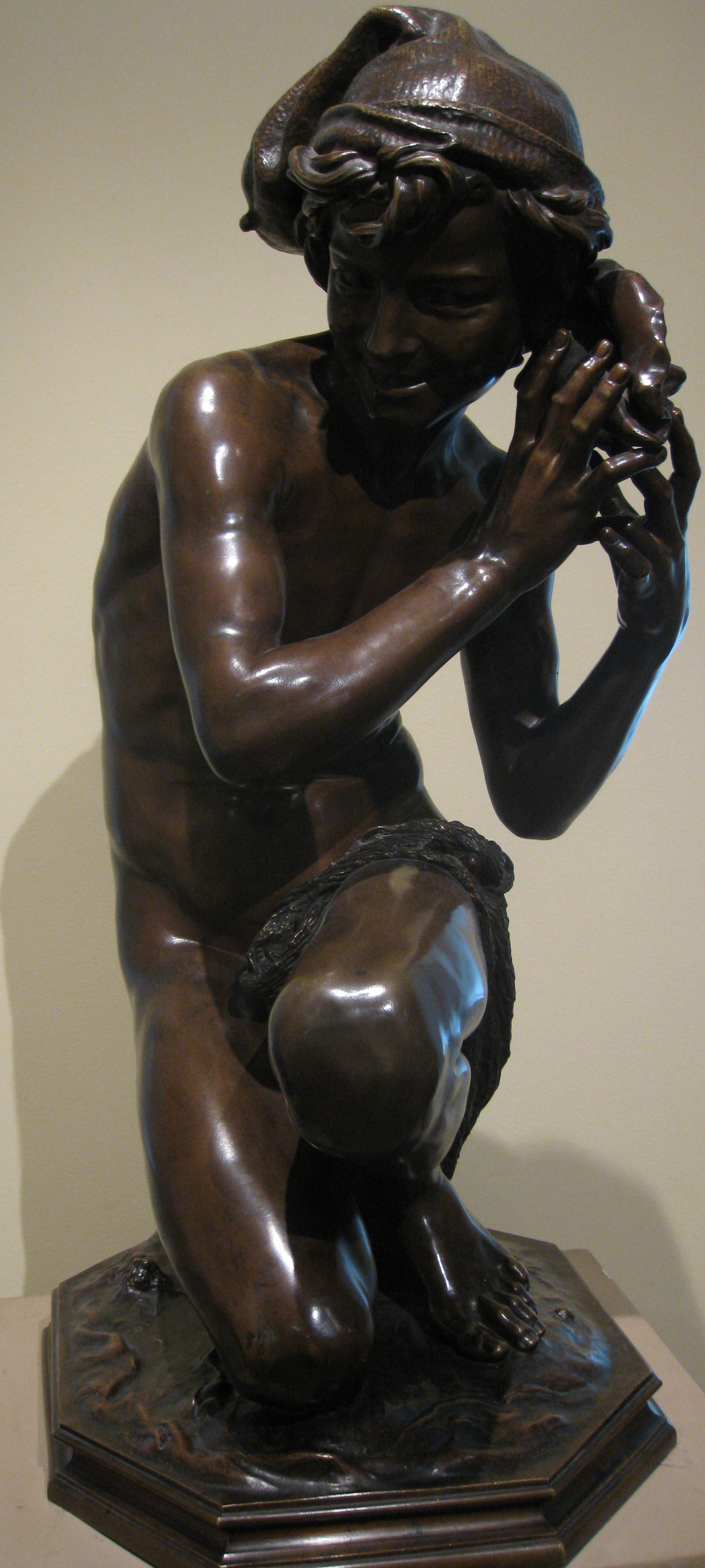
Autre version.